# Mieczysław Napolski
Mieczysław Napolski (ur. 10 stycznia 1947) – polski samorządowiec i inżynier, w latach 1990–1994 prezydent Przemyśla.

## Życiorys
Z zawodu inżynier, zdobył wykształcenie wyższe inżynierskie. Objął stanowisko przewodniczącego Przemyskiego Komitetu Obywatelskiego „Solidarności”. W kadencji 1990–1994 sprawował funkcję prezydenta Przemyśla. Podczas sprawowania funkcji uczestniczył m.in. w przemyskim etapie pielgrzymki Jana Pawła II do Polski w 1991.